# Rikskansler
Rikskansler (plural rikskanslerer, som på svenska uttalas och tidigare stavades rikskanslärer med betoning på stavelsen –lär–, jämför doktor – doktorer) var en hög riksämbetsman och kansler i åtskilliga länder, bland andra Sverige, Tyskland (Führer und Reichskanzler) och Danmark (rigens kansler, rettertingets ledare). Rikskanslern var chef för ett kungligt eller furstligt kansli. 

## Sveriges rikskansler
Sveriges rikskansler hade till uppgift att förestå Kunglig Majestäts kansli eller leda riksrådet. Rikskanslern skötte bland annat de diplomatiska förhandlingarna med andra länder och var på så sätt en föregångare till utrikesministern. Under 1600-talet var rikskanslern den fjärde i rang av de fem höga riksämbetsmännen.
Den förste som innehade ämbetet i Sverige var Conrad von Pyhy under Gustav Vasas regeringstid, men det var först under Erik XIV:s tid, som ämbetet blev permanent. Den mest kände personen på posten torde ha varit Axel Oxenstierna, som utnämndes 1612 och sedan satt till sin död 1654 – 42 år senare. 1680 avskaffades ämbetet och ersattes till största delen av kanslipresidenten, som också blev regeringsledare och hade hand om utrikesaffärerna. Efter att kanslipresidentämbetet under Gustav III:s tid i slutet av 1700-talet alltmer hade förlorat sin maktposition avskaffades det 1792, varvid rikskanslerämbetet för en kort tid återuppstod. När den siste rikskanslern Fredrik Sparre avgick 1797 avskaffades ämbetet för gott. Efter att kanslipresidentämbetet då hade återuppstått i några år avskaffades även detta 1809 och ersattes av utrikesstatsministern, som i sin tur ersattes av utrikesministern 1876.

## Tysklands rikskansler

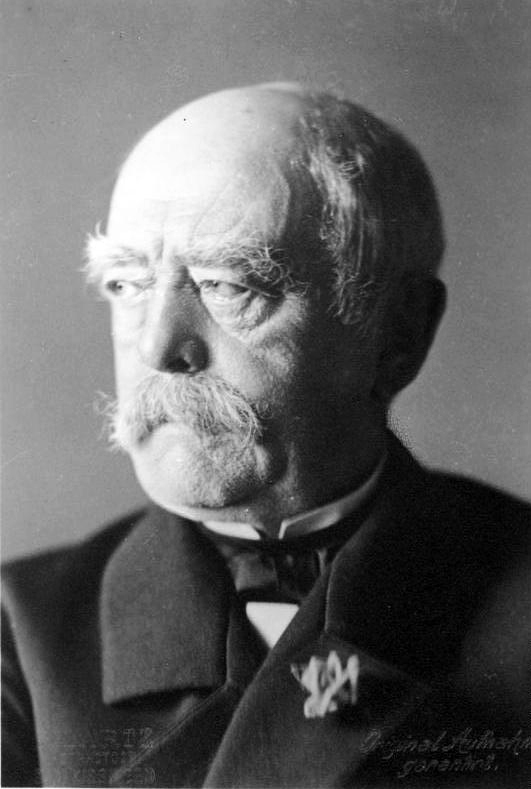
Otto von Bismark var Tysklands första rikskansler.

I Tyskland användes titeln rikskansler för landets regeringschef 1871-1945.
Under kejsartiden (1871-1918) utsågs rikskanslern av kejsaren och var inte ansvarig inför riksdagen, men från 1919, när Tyskland hade blivit republik, införde man också ett ansvar inför riksdagen.
Se Tysklands rikskansler.